# Christian Lubich

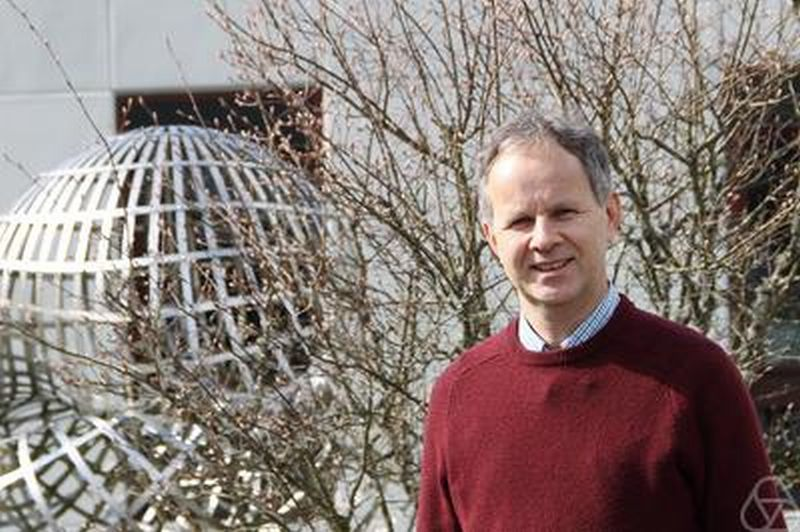
Christian Lubich, Oberwolfach 2016

Christian Lubich (* 29. Juli 1959) ist ein österreichischer Mathematiker, der sich mit Numerischer Mathematik befasst.
Lubich ging auf das Bundesrealgymnasium in Innsbruck und studierte ab 1977 Mathematik an der Universität Innsbruck mit dem Magister-Abschluss 1981. Ab 1979 war er Studienassistent in Innsbruck und 1981 bis 1983 wissenschaftlicher Mitarbeiter im SFB Stochastische Mathematische Modelle an der Universität Heidelberg. Er wurde 1983 bei Ernst Hairer in Innsbruck zum Dr. rer. nat. promoviert (Zur Stabilität linearer Mehrschrittverfahren für Volterra-Gleichungen) und habilitierte sich 1987 in Innsbruck. Ab 1983 war er Universitätsassistent in Innsbruck, 1986/87 Assistent an der Universität Genf, 1987/88 Gastprofessor beim IRMAR an der Universität Rennes und 1988 Gastprofessor in Genf. 1991 wurde er Assistenzprofessor an der ETH Zürich und 1992 Professor für Angewandte Mathematik an der Universität Würzburg. 
Lubich ist seit 1994 Professor für Numerische Mathematik an der Universität Tübingen.
2001 erhielt er den Dahlquist-Preis der SIAM und 1985 den Forschungspreis der Stadt Innsbruck. Für 2018 wurde er zum Plenarsprecher auf dem Internationalen Mathematikerkongress (ICM) in Rio de Janeiro ausgewählt (Dynamics, numerical analysis, and some geometry).
Er ist seit 1995 im Herausgebergremium von Numerische Mathematik, seit 2006 in dem von Ricerche di Matematica und des IMA Journal of Numerical Analysis, seit 1996 in dem von BIT Numerical Mathematics  und er war 1996 bis 2001 in dem des SIAM Journal on Scientific Computing.

## Schriften (Auswahl)
- mit Ernst Hairer,  Michel Roche: The numerical solution of differential-algebraic systems by Runge-Kutta methods, Springer Verlag 1989
- From quantum to classical molecular dynamics: reduced models and numerical analysis,  European Mathematical Society, 2008.
- mit Ernst Hairer, Gerhard Wanner: Geometric numerical integration. Structure-preserving algorithms for ordinary differential equations, 2002, 2. Auflage, Springer 2006
- mit Ernst Hairer: Numerical solution of ordinary differential equations, in: Nicholas J. Higham, The Princeton Companion to Applied Mathematics, Princeton UP 2015